# Suppression of Enemy Air Defenses

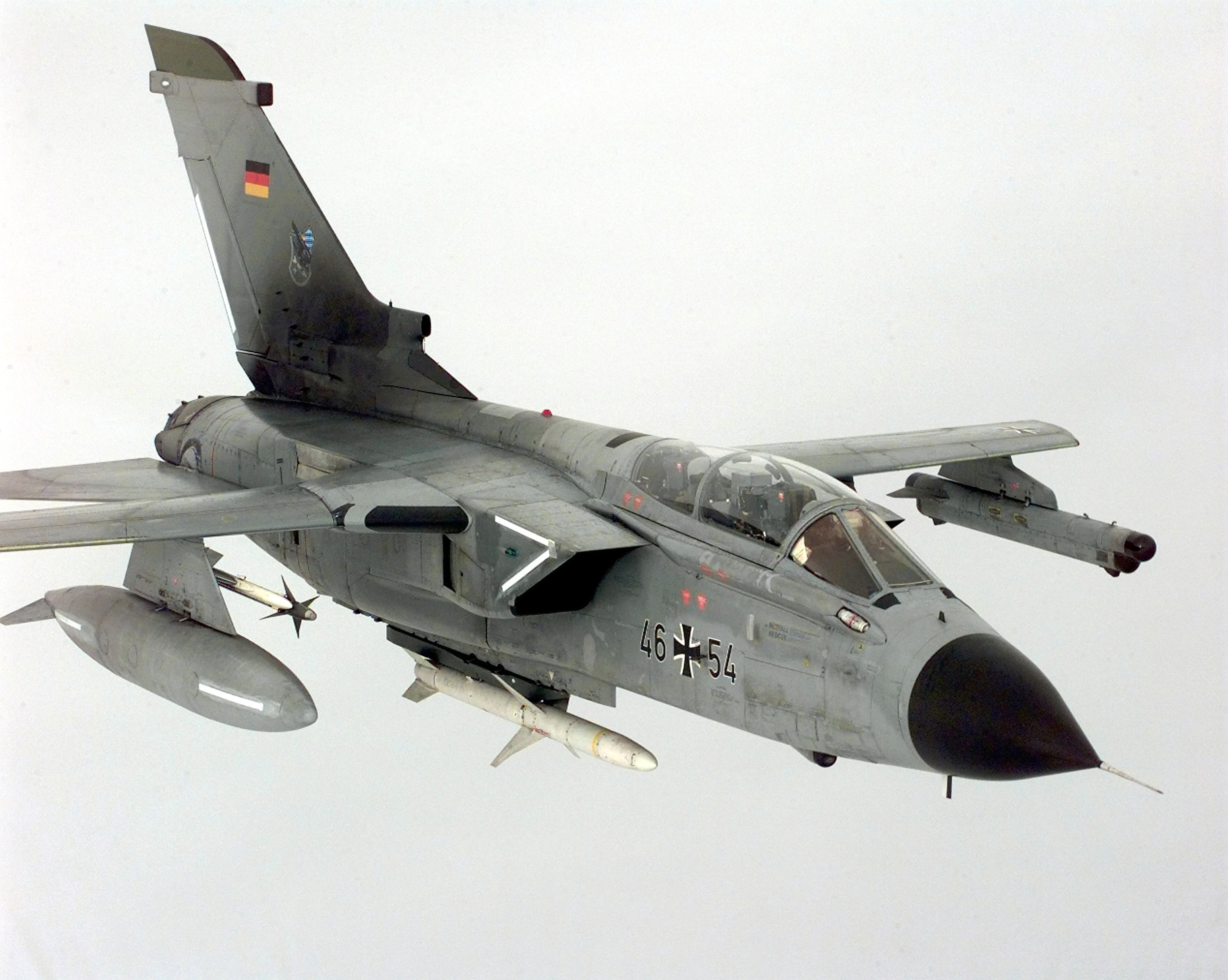
Niemiecki Panavia Tornado w trakcie misji SEAD podczas operacji Allied Force. Widoczne pociski Sidewinder i stosowane w SEAD AGM-88 HARM

Suppression of Enemy Air Defenses (SEAD) – w nomenklaturze NATO oznacza misję zwalczania systemów obrony obszaru powietrznego przeciwnika, zwłaszcza jego systemu obrony przeciwlotniczej. Misje SEAD wykonywane są najczęściej przez lotnictwo uderzeniowe lub za pomocą ataków przy wykorzystaniu systemów pocisków manewrujących lub pocisków balistycznych. Pierwowzorem nowoczesnych misji tego rodzaju, był amerykański system Wild Weasel. SEAD to aktywność wojskowa o charakterze destrukcyjnym lub nękającym zmierzająca do zneutralizowania, zniszczenia bądź czasowego zmniejszenia sprawności lub uszczuplenia wrogich lądowych wojsk obrony powietrznej.
Zadaniem misji SEAD jest obezwładnienie wrogich systemów obrony obszaru powietrznego w celu umożliwienia własnym siłom powietrznym bezpiecznego operowania we własnej bądź wrogiej przestrzeni powietrznej zagrożonej działaniem wrogich jednostek przeciwlotniczych. Działania typu SEAD zwiększają także efektywność i elastyczność operacji własnych operacji lądowych.